# Strefa aeracji

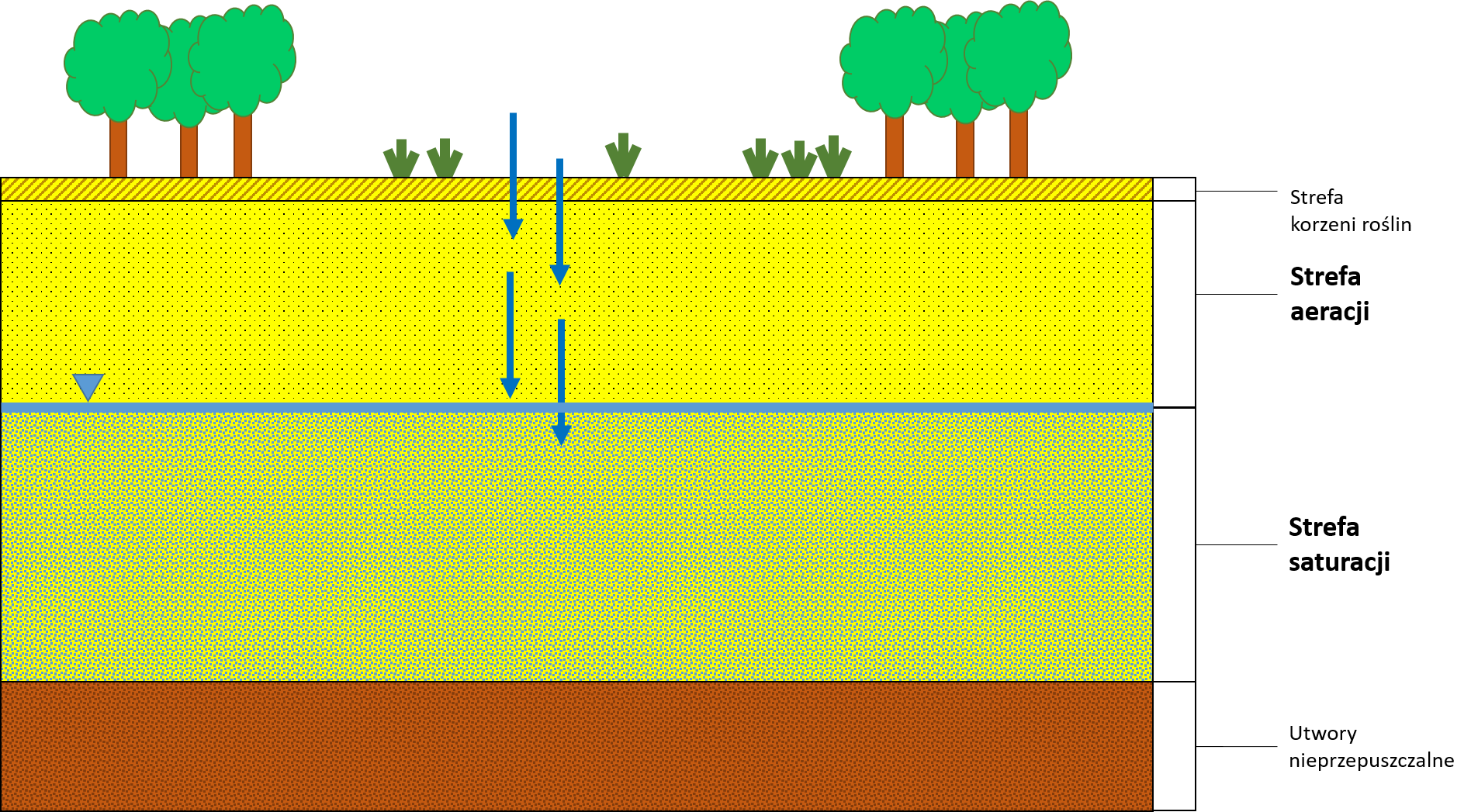
Schematyczne przedstawienie wód podziemnych o zwierciadle swobodnym.

Strefa aeracji, strefa napowietrzenia, strefa utleniania – strefa pomiędzy powierzchnią topograficzną a swobodnym zwierciadłem wód podziemnych.
W strefie aeracji pory i szczeliny w skałach wypełnia powietrze glebowe. Występuje to jednak woda w kilku postaciach: w powietrzu znajduje się para wodna, niektóre minerały (hydraty) zawierają wodę związana chemicznie (woda krystalizacyjna), wokół ziaren skalnych występuje woda związana fizycznie siłami adhezji (woda higroskopijna i błonkowata) lub siłami kapilarnymi (woda kapilarna). Poza wymienionym wodami związanymi w strefie napowietrzenia występuje również przejściowo woda wolna, która przesiąka z powierzchni do strefy saturacji (woda wolna wsiąkowa) lub zatrzymuje i gromadzi się na soczewkach skał nieprzepuszczalnych (woda wolna zawieszona).
Wszystkie wody zawarte w strefie aeracji określa się wilgocią glebową.
W wodach krasowych strefie aeracji odpowiada strefa wadyczna, czyli strefa pionowych kominów, którymi woda spływa w dół.
W niektórych podziałach pod strefą aeracji, ale nad strefą saturacji wyróżnia się jeszcze strefę wzniosu kapilarnego.